# Percy Neville Barnett
Percy Neville Barnett (Rufname Neville; * 13. September 1881 in Christchurch, Neuseeland; † 5. Juni 1953 in Mosman, Australien) war ein australischer Sammler, Liebhaber und Experte für australische Exlibris. Barnett ist bekannt für seine fördernde Rolle während der 1920er und 1930er Jahre, als Exlibris in Australien, Europa und den Vereinigten Staaten ein wiederauflebendes Interesse erfuhren. Er schrieb, entwarf und gab privat mehr als zwanzig Bücher in Sammlerausgaben heraus und widmete sein Leben der Fortführung der Tradition von Exlibris.

## Jugend
Barnetts Eltern waren Neville Barnett und Mary Constance Isabel Barnett, geborene Rahn. Sein Vater war 1875 nach Neuseeland gekommen, wo er zunächst an der St John’s Church, Christchurch und dann in der St Matthew’s, Auckland als Organist arbeitete. Die Familie zog 1887 nach Sydney, wo der anglikanische Vater eine Stelle als Organist in der Saint Mary’s Cathedral annahm. Der Vater unterrichtete auch Musik und arbeitete als Kritiker für The Sydney Morning Herald. Barnett besuchte die Fort Street High School in Sydney.

## Beruf
Ab 1898 arbeitete Barnett bei der Bank of New South Wales in Sydney. Nachdem er in verschiedenen Filialen gearbeitet hatte, war er 1918 in Cooma, als er wegen schlechter Gesundheit in den vorzeitigen Ruhestand gehen musste. Am 3. Juni 1918 heiratete Barnett Gabrielle Joyce Havelock Vidal in der St Michael’s Church of England, Wollongong, mit der er einen Sohn und eine Tochter bekam. Zu dieser Zeit begann er sich für das Sammeln von Büchern und für Exlibris zu interessieren. Barnett widmete eine lange Zeit seines Lebens der Exlibris-Bewegung in Australien mittels seiner Veröffentlichungen. Seine Bücher sind rar, da sie nur in begrenzter Anzahl hergestellt wurden wegen des Detailreichtums und des handwerklichen Aufwands, der in jede Veröffentlichung gesteckt wurde. Seine Bücher wurden oft in einer Standardversion und einer kleinen Deluxe-Farbausgabe herausgegeben, die von Barnett von Hand koloriert wurden. Barnett widmete jeder Veröffentlichung große Sorgfalt und sammelte neun bis zehn Jahre Material für seine wichtigsten Werke.
Durch seine eigene Sammlung und seine Veröffentlichungen verfolgte Barnett den subtilen Fortschritt der australischen Exlibris-Tradition durch die kunstgeschichtliche und ästhetische Analyse ihrer formalen und stilistischen Entwicklung. Obgleich es sie in Australien seit den ersten Tagen der europäischen Besiedlung gab, blieben Exlibris teuere und exklusive Stücke, die den Literaten, Missionaren, Offizieren, Regierungsbeamten und Adligen vorbehalten blieben. Bis in die Mitte der 1800er Jahre stellten Sträflinge ein Drittel der Bevölkerung und mit den niedrigen Lesefertigkeiten in den Britischen Kolonien, blieben Exlibris den Leuten vorbehalten, die persönliche Buchsammlungen besaßen.
Aufgrund Australiens langsamen Starts in die Exlibris-Tradition, sagte Barnett:

“From all indications exactly such a course with ex libris was being re-enacted in Australia as had been the case in England. Enjoying a moderate popularity with a few people interested in the subject, they were such as to appear neither widely nor for long, and would have remained a fad with few adherents.”

„Alles weist darauf hin, dass Exlibris in Australien exakt dem gleichen Zyklus unterlagen wie in England. Nach einer gewissen Popularität unter einigen wenigen daran interessierten Leuten, verbreiteten sie sich weder stark, noch für sehr lange und blieben eine Modeerscheinung mit nur wenigen Anhängern.“

1923 beteiligte sich Barnett an der Konzeption und Gründung einer Australischen Exlibris-Gesellschaft. Zuvor hatte sich Barnett auf die Korrespondenz mit europäischen Gesellschaften, Klubs und Personen verlassen, um auf dem neuesten Stand der Exlibris-Tradition zu bleiben. Barnett selbst behauptete:

“Unlike the earlier societies elsewhere, the Society was not formed primarily because of the interest in bookplates already in existence, but rather in an endeavor to create an atmosphere favorable to their production...this could not have been achieved if there were not some exceptional artists, capable of designing the bookplates, to back up the movement.”

„Anders als frühere Gesellschaften anderswo, wurde diese Gesellschaft nicht vorrangig gegründet, weil das Interesse an Exlibris bereits existierte, sondern vielmehr in dem Bestreben, eine Atmosphäre zu schaffen, die deren Erstellung begünstigt … das könnte nicht erreicht werden, wenn es nicht einige Ausnahmekünstler gäbe, die in der Lage sind Exlibris zu entwerfen, die die Bewegung stärken.“

Obwohl die Gründung einer Exlibris-Gesellschaft noch in der Planungsphase war, fand die erste öffentliche Ausstellung von Exlibris am 18. Mai 1923 in Tyrell's Galleries in Sydney statt. Künstler und Sammler kamen zusammen, um Exlibris und Exlibris-Entwürfe zu fördern und zu genießen und gaben den Anstoß zur offiziellen Gründung der Australischen Exlibris-Gesellschaft mit fünfzig Gründungsmitgliedern. Barnetts Engagement resultierten in seinen Positionen als Honorary Secretary der Australischen Exlibris-Gesellschaft, als Vizepräsident der Neuseeländischen Exlibris-Gesellschaft und der Internationalen Exlibris-Gesellschaft in Los Angeles. Von 1931 bis 1937 war er zudem Generalsekretär der australischen Kunstmaler- und Radierer-Gesellschaft.
1933 war seine Gesundheit soweit wieder hergestellt, dass er in die Bank zurückkehren konnte. Barnett arbeitete bis zum Ende seines Lebens als Bibliothekar in der Hauptfiliale der Bank of New South Wales.

## Einfluss
Während seines Lebens war Barnett Zeuge der Hochzeit der australischen Exlibris-Bewegung in den 1920er und 1930er Jahren. In dieser Zeit wurden tausende individueller Exlibris entworfen und das Konzept der Exlibris entwickelte einen australischen Charakter. In Folge Barnetts Erfolg und Engagement bei der Gründung der australischen Exlibris-Gesellschaft wurden konkurrierende Exlibris-Gesellschaften gegründet, um die wachsenden Bedürfnisse der Künstler und Sammler besser zu bedienen und zu unterstützen.
Anerkannt für die Ermutigung australischer Künstler, Exlibris zu schaffen, waren zwei der bekanntesten Beeinflusser Lionel Lindsay und Pixie O'Harris. Er ermunterte Künstler und Designer, um originale und seltene Entwürfe für seine limitierten Buchausgaben und seine persönliche Sammlung zu erhalten. Pixie O'Harris erinnerte sich an die Jahre 1922–22:

“About this time I became interested, through Percy Neville Barnett, in drawing bookplates…he encouraged me in this art.”

„In dieser Zeit begann ich mich durch Percy Neville Barnett für das Zeichnen von Exlibris zu interessieren … er ermunterte mich zu dieser Kunstform.“

Barnett überzeugte auch den Künstler Sydney Long, der seit 1921 kein Exlibris produziert hatte, eines als Titelbild für Pictorial Book-plates (1931) zu radieren. Er stellte eine Kopie seines kultigen Jugendstil-Ölgemäldes „The Spirit of the Plains“ von 1897 her.
Die lokale Industrie ermunternd, vergab Barnett erhebliche Aufträge an die lokalen Exlibris-Gestalter. Er beauftragte Adran Feint und George David Perrottet, Exlibris zu gestalten, die als Geschenke an Eduard VIII. und Elisabeth II. gingen. Sie sind in seinen „Woodcut Book-plates“ (1934) abgebildet. Im folgenden Jahr beauftragte er Feint und Perrottet erneut mit königlichen Entwürfen, diesmal für Georg V. und Queen Mary. Durch seine Bemühungen mit Aufträgen und der Förderung wuchs Barnett in eine Position als Mittler zwischen möglichen Auftraggebern und Künstlern.

## Werke
- Percy Neville Barnett: The bookplate in Australia : its inspiration and development. Tyrrell's Galleries, Sydney 1930 (englisch).
- Percy Neville Barnett: Pictorial book-plates : their origin and use in Australia. Beacon Press, Sydney 1931 (Privatdruck. Limitierte Ausgabe von 100 signierten und nummerierten Stücken und drei Belegexemplaren).
- Percy Neville Barnett: Armorial book-plates : their romantic origin and artistic development. Beacon Press, Sydney 1932 (Privatdruck. Limitierte Ausgabe von 120 signierten und nummerierten Stücken).
- Percy Neville Barnett: Souvenir of "Armorial Book-plates". Beacon Press, Sydney 1932.
- Percy Neville Barnett: Woodcut book-plates. Vorwort von Lionel Lindsay. Beacon Press, Sydney 1934 (englisch, Privatdruck. Limitierte Ausgabe von 210 signierten und nummerierten Stücken).
- Percy Neville Barnett: Japanese Colour-prints. Beacon Press, Sydney 1936.
- Percy Neville Barnett: Hiroshige. Beacon Press, Sydney 1938.
- Percy Neville Barnett: De luxe publications. Beacon Press, Sydney 1939.
- Percy Neville Barnett: Australian Book-plates and Book-plates of interest to Australia. Beacon Press, Sydney 1950.
- Percy Neville Barnett: Fun with Book-plates. Beacon Press, Sydney 1951.